# NXT: The Great American Bash (2025)
Pour les articles homonymes, voir The Great American Bash.
L'édition 2025 de The Great American Bash est un Premium Live Event de catch (lutte professionnelle) produit par la World Wrestling Entertainment, une fédération de catch américaine qui est télédiffusée et visible en paiement à la séance sur le WWE Network (en France et en Belgique). Cet événement met en avant les Superstars de NXT, le club-école de la compagnie. Il a eu lieu le 12 juillet 2025 au Stage Center à Atlanta (Géorgie). Il s'agit de la 12e édition de The Great American Bash.

## Contexte
Les spectacles de la World Wrestling Entertainment (WWE) sont constitués de matchs aux résultats prédéterminés par les scénaristes de la WWE. Ces rencontres sont justifiées par des storylines – une rivalité avec un catcheur, la plupart du temps – ou par des qualifications survenues dans les shows de la WWE telles que NXT. Tous les catcheurs possèdent une gimmick, c'est-à-dire qu'ils incarnent un personnage gentil (Face) ou méchant (Heel), qui évolue au fil des rencontres. Un événement comme The Great American Bash est donc un événement tournant pour les différentes storylines en cours,

## Tableau des matchs
| Ordre par numéros                                                                         | Résultat | Stipulation(s)                                                     | Temps |
| ----------------------------------------------------------------------------------------- | --- | ------------------------------------------------------------------ | ----- |
| 1                                                                                         | Je'Von Evans bat Jasper Troy,                                                                               | Match simple                                                       | 13:37 |
| 2                                                                                         | Sol Ruca (c) (avec Zaria) bat Izzi Dame (avec Tatum Paxley),                                                | Match simple pour le NXT Women's North American Championship       | 11:43 |
| 3                                                                                         | Ethan Page (c) bat Ricky Saints,                                                                            | Falls Count Anywhere match pour le NXT North American Championship | 14:46 |
| 4                                                                                         | Oba Femi (c) bat Yoshiki Inamura (avec Josh Briggs),                                                        | Match simple pour le NXT Championship                              | 13:18 |
| 5                                                                                         | Jordynne Grace et Blake Monroe battent The Fatal Influence (Jacy Jayne et Fallon Henley) (avec Jazmyn Nyx), | Tag Team match                                                     | 16:31 |
| La lettre C placée entre parenthèses désigne la personne ou l’équipe championne en titre. | |                                                                    |       |